# Serpis
Il Serpis è un breve fiume costiero che attraversa le province di Alicante e Valencia, in Spagna.
Il fiume nasce ai piedi della Carrasqueta, una zona montuosa a sud-ovest di Alcoy, alla confluenza dei torrenti Polop e Troncal. Nella sua parte iniziale il Serpis è intermittente ma, nei pressi di Alcoy, si unisce al Barxell per proseguire con un corso regolare. 
Attraversa i comuni di Cocentaina, L'Alqueria d'Asnar, Muro de Alcoy, Gayanes e Beniarrés, dove una diga crea un lago artificiale. Successivamente attraversa Lorcha, Villallonga, Potríes, Beniarjó, Almoines, Real de Gandia e Gandia, dove sfocia nel Mar Mediterraneo, poco dopo aver ricevuto le acque del suo principale affluente, il fiume Vernisa.